# Sudal
Sudal (nep. सुडाल) – gaun wikas samiti w środkowej części Nepalu w strefie Bagmati w dystrykcie Bhaktapur. Według nepalskiego spisu powszechnego z 2001 roku liczył on 1344 gospodarstw domowych i 7053 mieszkańców (3548 kobiet i 3505 mężczyzn).